# Condado de Yazoo (Misisipi)
El condado de Yazoo (en inglés: Yazoo County), fundado en 1823, es un condado del estado estadounidense de Misisipi. En el año 2000 tenía una población de 28.149 habitantes con una densidad poblacional de 12 personas por km². La sede del condado es Yazoo City.

## Geografía
Según la Oficina del Censo, el condado tiene un área total de 2419 km² (934 mi²), de la cual 2380 km² (918,9 mi²) es tierra y 39 km² (15,1 mi²) es agua.

## Demografía
En el 2000 la renta per cápita promedia del condado era de $ 24,795, y el ingreso promedio para una familia era de $29,395. El ingreso per cápita para el condado era de $12,062. En 2000 los hombres tenían un ingreso per cápita de $28,553 frente a $19,797 para las mujeres. Alrededor del 31.90% de la población estaba bajo el umbral de pobreza nacional.

## Condados adyacentes
- Condado de Humphreys (norte)
- Condado de Holmes (noreste)
- Condado de Madison (este)
- Condado de Hinds (sur)
- Condado de Warren (suroeste)
- Condado de Issaquena (oeste)
- Condado de Sharkey (noroeste)

## Localidades
Ciudades
- Yazoo City

Pueblos
- Bentonia

Villas
- Eden
- Satartia

Áreas no incorporadas
- Anding
- Benton
- Holly Bluff
- Hopewell Landing
- Tinsley
- Vaughan

## Principales carreteras
- Interestatal 55
- U.S. Highway 49
- Carretera 3
- Carretera 16